# Station Christs Hospital
Christs Hospital is een spoorwegstation van National Rail in Horsham in Engeland. Het station is eigendom van Network Rail en wordt beheerd door Southern. Het station is geopend in 1902.

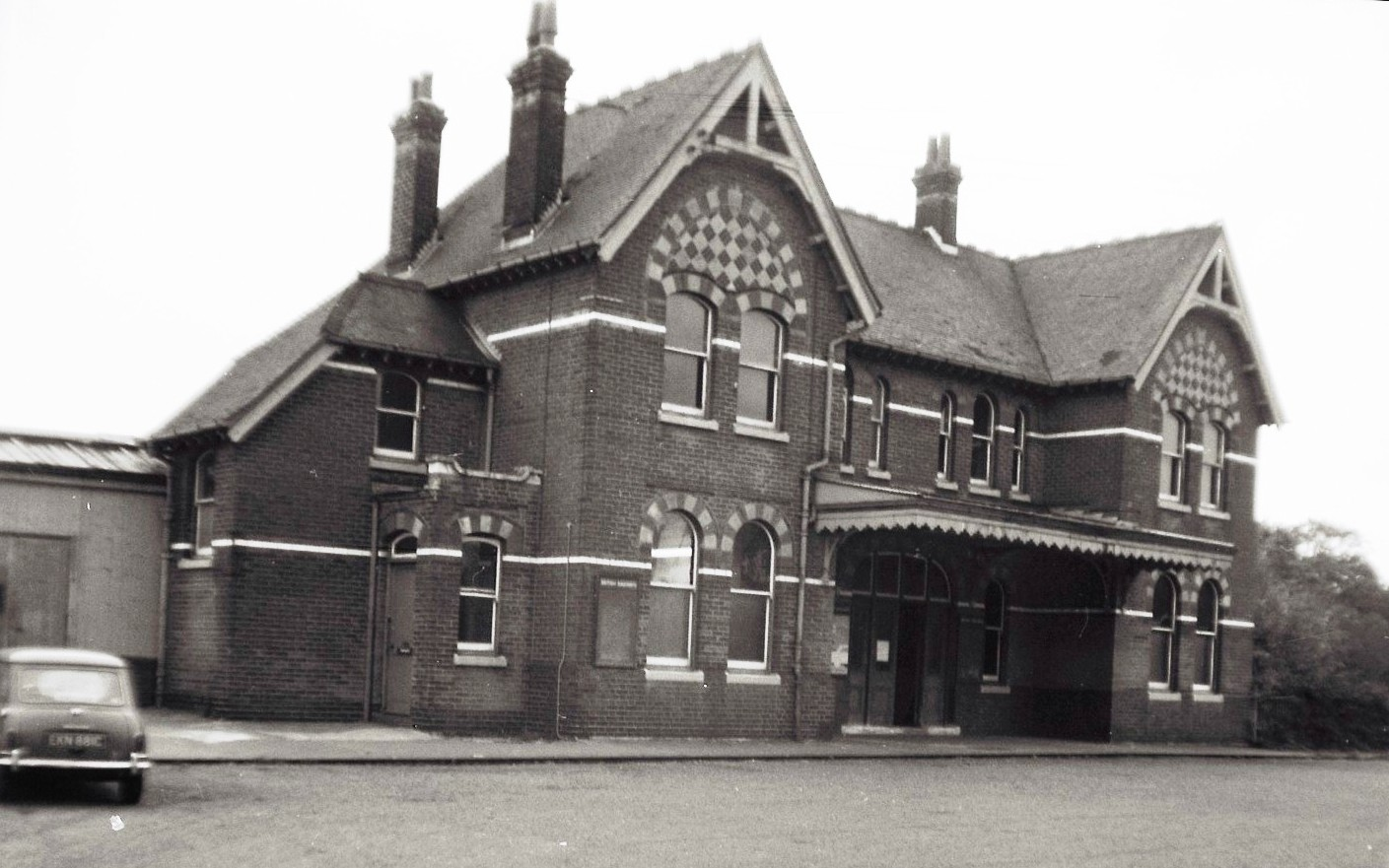
Voormalige stationsgebouw, jaren '60